# Адамовићева мајчина душица
Адамовићева мајчина душица (лат. Thymus adamovicii) је јастучаста трајница, стеноендем централног Балкана. Први ју је пронашао и описао Лујо Адамовић 1893. године, а као као locus classicus (место где је први пут нађена) наводи се место Брђани код Горњег Милановца. Назив таксона први пут је објавио чешки ботаничар Јосеф Веленовски (чеш. Josef Velenovský) 1906. године. Адамовићева мајчина душица у Србији је заштићена законом и налази се на листи заштићених дивљих врста биљака, животиња и гљива.

## Распрострањеност и услови станишта
Адамовићева мајчина душица је стеноендем централног Балкана. Од природе расте у западној Србији, на Тари, Златибору, Голији, Мокрој гори и на северозападу Црне Горе, на Каменој Гори. Илирско-мезијски је флорни елемент.
Највише јој одговарају камењари на серпентинима планинских подручја који су под утицајем медитеранске климе. Као серпентинофита и сциофита настањује пукотине стена.

## Изглед
Адамовићева мајчина душица је јастучаста биљка висока 5–10 cm. Цвета у јулу и августу. Цветови су ружичасте до светлопурпурне боје, заједно са чашицом дуги до 35 mm. Лист је елиптичан, према наличју уврнут, маљав, дуг око 9 mm, при основи са дужим штрчећим длакама.